# Élévation (roman de King)
Élévation (titre original : Elevation) est un roman court écrit par Stephen King, publié en 2018 puis en français en 2019.

## Résumé
À Castle Rock, Scott Carey est affecté par un mal étrange. Il perd rapidement du poids tout en conservant la même masse corporelle. De plus, tout objet qu'il porte sur lui perd également son poids. Quand il expose son cas à son ami, le médecin à la retraite Bob Ellis, celui-ci avoue son incompréhension et son impuissance devant ce phénomène. Parallèlement à cela, Scott a un litige avec ses voisines car les chiens de celles-ci font leurs besoins sur sa pelouse. Il vient poliment s'en ouvrir à elles mais reçoit un accueil froid et cassant de l'une d'elles, Deirdre McComb. L'autre, Missy Donaldson, timide et amicale, lui explique que l'attitude de Deirdre est un moyen de défense contre l'attitude réprobatrice des gens à son égard. En effet, toutes deux viennent d'ouvrir un restaurant mais le fait qu'elles soient ouvertement mariées provoque l'hostilité d'une bonne partie des habitants de la ville, qui boycottent leur établissement. Ouvrant les yeux sur l'attitude de la population locale et confronté à son propre problème, devant lequel il s'est résigné car il ne se sent pas malade mais au contraire en pleine forme, Scott décide de les aider à vaincre les préjugés.
Scott s'inscrit pour participer à la course à pied annuelle de douze kilomètres de Castle Rock, qui a lieu le lendemain de Thanksgiving. Il fait un pari avec Deirdre, qui est une ancienne championne de course à pied. Si elle gagne, ses chiens auront quartier libre sur sa pelouse, mais si c'est lui qui gagne, Missy et elle devront venir dîner chez lui. Scott, qui a compris que son corps s'affranchit progressivement de la pesanteur, part derrière mais remonte progressivement au fil de la course jusqu'à arriver sur les talons de Deirdre, alors en tête, dans la dernière ligne droite. Sous une pluie battante, Deirdre chute en regardant derrière elle. Il s'arrête pour la relever, Deirdre perdant provisoirement tout son poids quand il le fait, et la laisse ensuite gagner.
La photographie de Scott relevant Deirdre prise par la presse touche les gens et aide les jeunes femmes à enfin lancer leur restaurant. Scott devient ami avec elles et leur parle de ce qui lui arrive. Il leur fait jurer le secret car il ne veut pas passer le temps qu'il lui reste, avant de ne plus rien peser, à être étudié par des scientifiques. Courant janvier, le corps de Scott échappe de plus en plus à l'attraction terrestre. Lorsqu'il ne pèse plus qu'un kilo, Scott demande l'aide de Deirdre pour qu'elle l'attache à un fauteuil roulant. Une fois dehors, elle le détache et Scott s'envole dans les airs sous les yeux des deux femmes et du docteur Ellis. Il allume une fusée de feu d'artifice qu'il avait emporté avec lui et s'élève toujours plus haut.

## Accueil et distinction

### Ventes
Le roman est entré directement à la 1re place de la New York Times Best Seller list le 18 novembre 2018. Il est resté dix semaines dans ce classement, dont une passée à la première place.

### Accueil critique
Pour Kirkus Reviews, Élévation est « une fable émouvante qui, tout en délivrant quelques coups aux politiciens, cherche à démontrer qu'il est tout simplement possible de tous nous entendre ». Gilbert Cruz, du New York Times, évoque « un conte quasiment en apesanteur » « d'une douceur qui paraît presque nouvelle pour King ». Brian Pruitt, de USA Today, estime qu'il s'agit de « l'une des histoires les plus exaltantes » de l'auteur et qu'elle « réchauffe le cœur tout en ayant un parfum doux-amer ».

### Distinction
Élévation a remporté le Goodreads Choice Award 2018 du meilleur livre d’horreur.